# Ella de día, otra de noche
Ella de día, otra de noche (en hangul, 낮과 밤이 다른 그녀; McCune-Reischauer, Natkwa pami tarŭn kŭnyŏ; literalmente, «Ella es diferente del día a la noche.») es una serie de televisión surcoreana dirigida por Lee Hyung-min y Choi Sun-min, y protagonizada por  Lee Jung-eun, Jung Eun-ji y Choi Jin-hyuk. Se emitirá por el canal JTBC desde el 15 de junio hasta el 4 de agosto de 2024, los sábados y domingos a las 22:30 (hora local coreana). También estará disponible en la plataforma Netflix para algunas regiones del mundo.

## Sinopsis
Lee Mi-jin es una joven de 28 años que lucha por encontrar empleo. Su vida da un giro inesperado cuando, misteriosamente, comienza a envejecer 30 años cada vez que sale el sol, transformándose en una mujer de 50 años llamada Lim Sun. Aprovechando esta peculiar situación, Mi-jin decide solicitar un puesto de pasante bajo su nueva identidad y finalmente consigue el trabajo de sus sueños, a las órdenes de un fiscal exigente y adicto al trabajo.

## Reparto

### Principal
- Lee Jung-eun como Im Soon, una mujer de unos cincuenta años que logra un trabajo como pasante sénior en una fiscalía gracias a las calificaciones y los conocimientos laborales a tiempo parcial acumulados por Mi-jin, su contraparte más joven.[2][5]
- Jung Eun-ji como Lee Mi-jin, una joven desempleada que se ha estado preparando para el examen de servicio civil durante ocho años, manteniéndose mientras tanto con empleos a tiempo parcial.[2][6][7]
- Choi Jin-hyuk como Kye Ji-woong, fiscal de investigación de drogas de la División Penal 3 de la Fiscalía de distrito de Seohanji. Alquila un piso en el edificio Dogaville, justo debajo de donde vive Do Ka-young.[8][9]
- Baek Seo-hoo como Ko Won, trabajador social en la oficina de Seohanji, vocalista principal de Kingland, el grupo ídolo más importante de Corea, para el que también escribe letras y compone música.[10][11]

### Secundario

#### Fiscalía del distrito de Seohanji
- Yoon Byung-hee como Joo Byung-deok, investigador de la fiscalía de Seohan, que tiene una personalidad tranquila y trabaja rápido; es una persona que brinda un gran apoyo al fiscal Ji-woong.[9][12][13]
- Moon Ye-won como Tak Cheon-hee, fiscal de investigación de la División Penal 3 de la fiscalía de Seohanji, compañera y rival de Ji-woong no solo en la actualidad sino también durante los estudios universitarios. Aunque tiene excelentes calificaciones, sus habilidades son pobres, y su relación con Ji-woong oscila entre los celos y el amor.[14][15]
- Kim Kwang-shik como Cha Jae-sung, fiscal jefe adjunto de la fiscalía de Seohanji. El segundo al mando que quiere convertirse en una figura poderosa.[16][17]
- Kim Mi-ran como Woo Yeon, a cargo de la oficina de asuntos civiles. Oficial sénior en prácticas, dirige a los pasantes con una madurez acorde a su edad.[18]

#### Los vengadores mayores
- Choi Moo-in como Seo Mal-tae, un oficial de policía retirado que, debido a sus altos estándares, siempre está discutiendo con el interno Geum Kwang-seok.[19]
- Kim Jae-rok como Geum Kwang-seok, un pasante sénior que vio cómo su negocio se iba a la ruina y cuyo mayor orgullo es haber criado bien a sus hijos.[19]
- Bae Hae-sun como Na Ok-hee, una mujer de modales exquisitos cuya apariencia bien mantenida la hace parecer más joven que Soon. Su objetivo es atraer a viudos ricos y prepararse para la jubilación.[19][20][21]
- Choi Beom-ho como Ko Na-heun, exmilitar, un hombre honesto y sincero, que perdió el uso de una pierna en un accidente de entrenamiento.[19]
- Jung Jae-sung como Baek Cheol-kyoo, sucesor del pasante Na-heun. Fue un cirujano exitoso, pero como por alguna razón no podía estar de pie en el quirófano, se retiró. Todos sus hijos se fueron a estudiar al extranjero y hace tiempo que renunció al hospital que heredó, tras ponerle su nombre como director honorario. Como es un hombre rico que vive solo después de la muerte de su mujer, las viudas que lo rodean lo siguen con atención. Entre ellas, se convierte en el objetivo de la señora Ok-hee y continúa su agotadora vida como pasante.[19][22][23]

#### Entorno de Mi-jin
- Kim Ah-young como Do Ka-young, youtuber de belleza con un millón de suscriptores, y la mejor amiga de Mi-jin.[24][25]
- Jung Young-joo como Im Chung, propietaria de una carnicería, madre de Mi-jin. Es la hermana mayor de Soon.[26][27]
- Jung Seok-yong como Lee Hak-chan, carnicero repartidor, marido de Chung, padre de Mi-jin y cuñado de Soon.
- Ahn Sang-woo como Do Pyun-kang, agente inmobiliario, padre biológico de Ka-young. Propietario del edificio Dogaville.

### Otros
- Min Chae-eun como la madre de Kye Ji-woong, que murió asesinada cuando él era un niño.
- Kim Hak-soo como invitado borracho.
- Lee Jeong-yeol como el detective Noh.
- Jeong Soo-kyo como el detective Kwon.
- Joo Seung-do como guardia de prisión.

### Apariciones especiales
- Jeon Sang-hyeop como un estafador (episodio 1).
- Kim Ga-hee como la novia del repartidor que distribuía parches de drogas.
- Seo Nam-yong como Jae-in (episodio 10).
- Yoon Park como un fiscal de Seúl, compañero de Kye Ji-woong (episodio 16).[28]

## Producción y promoción
La serie está escrita por Park Ji-ha (Good Casting, 2020) y dirigida por Lee Hyeong-min (que dirigió también éxitos de público como Strong Woman Do Bong-soon y Chocolate) y Choi Seon-min. A propósito de la elección de la protagonista, Lee declaró: «pensé que el papel de Lim-soon debía ser interpretado por una actriz que enendiera bien las emociones juveniles y fuera buena actuando en comedia. En ese sentido, el hecho de que Lee Jung-eun interpretara el papel de Lim-soon es la mayor bendición para Ella de día, otra de noche».
El 8 de mayo de 2024 el equipo de producción difundió algunos fotogramas de las dos protagonistas caracterizadas del mismo modo. Dos días después publicó un primer cartel de la serie que reproduce los personajes de Lee Jeong-eun y Jeong Eun-ji con sus identidades ocultas. El mismo día 10 algunos miembros del reparto aparecieron en el canal de YouTube Jinhanhyung Shin Dong-yeop, donde revelaron algunas anécdotas del rodaje; entre ellas, que Lee Jung-eun, después de esperar inútilmente que la productora organizara una cena para todo el personal, la convocó y pagó ella misma, invitando así a unas doscientas personas. Al día siguiente se difundió un nuevo avance que reproduce la sorprendente vida diaria de la protagonista. El 24 de mayo se publicó un nuevo cartel con las dos protagonistas. Por otra parte, estaba prevista la participación del trío protagonista en una edición del programa del mismo canal JTBC Knowing Bros, que se transmitiría el 15 de junio dos horas antes del estreno de la serie.

## Audiencia
Ella de día, otra de noche empezó con un 4 % de audiencia nacional y fue subiendo paulatinamente hasta el 11,7 % en el último episodio, por lo que puede considerarse un éxito para el canal.
| Temporada | Temporada | Episodio número | Episodio número | Episodio número | Episodio número | Episodio número | Episodio número | Episodio número | Episodio número | Episodio número | Episodio número | Episodio número | Episodio número | Episodio número | Episodio número | Episodio número | Episodio número | Promedio |
| Temporada | Temporada | 1               | 2               | 3               | 4               | 5               | 6               | 7               | 8               | 9               | 10              | 11              | 12              | 13              | 14              | 15              | 16              | Promedio |
| --------- | --------- | --------------- | --------------- | --------------- | --------------- | --------------- | --------------- | --------------- | --------------- | --------------- | --------------- | --------------- | --------------- | --------------- | --------------- | --------------- | --------------- | -------- |
|           | 1         | 0.958           | 0.860           | 1.072           | 1.479           | 1.367           | 1.746           | 1.364           | 1.926           | 1.808           | 1.986           | 1.618           | 2.219           | 1.893           | 1.968           | 2.118           | 2.815           | 1.700    |

| Episodio | Fecha de emisión    | Índices de audiencia (Nielsen Korea) | Índices de audiencia (Nielsen Korea) |
| Episodio | Fecha de emisión    | Nacional                             | Seúl                                 |
| --- | ------------------- | ------------------------------------ | ------------------------------------ |
| 1 | 15 de junio de 2024 | 3,998 % (2.ª)                        | 4,600 % (1.ª)                        |
| 2 | 16 de junio de 2024 | 3,602 % (3.ª)                        | 3,783 % (3.ª)                        |
| 3 | 22 de junio de 2024 | 4,457 % (1.ª)                        | 4,916 % (1.ª)                        |
| 4 | 23 de junio de 2024 | 6,037 % (1.ª)                        | 6,338 % (1.ª)                        |
| 5 | 29 de junio de 2024 | 6,154 % (1.ª)                        | 6,873 % (1.ª)                        |
| 6 | 30 de junio de 2024 | 7,666 % (1.ª)                        | 8,218 % (1.ª)                        |
| 7 | 6 de julio de 2024  | 5,719 % (1.ª)                        | 6,157 % (1.ª)                        |
| 8 | 7 de julio de 2024  | 8,391 % (1.ª)                        | 9,056 % (1.ª)                        |
| 9 | 13 de julio de 2024 | 7,473 % (1.ª)                        | 7,397 % (1.ª)                        |
| 10 | 14 de julio de 2024 | 8,376 % (1.ª)                        | 8,693 % (1.ª)                        |
| 11 | 20 de julio de 2024 | 7,101 % (1.ª)                        | 6,729 % (1.ª)                        |
| 12 | 21 de julio de 2024 | 9,368 % (1.ª)                        | 9,423 % (1.ª)                        |
| 13 | 27 de julio de 2024 | 7,943 % (1.ª)                        | 8,137 % (1.ª)                        |
| 14 | 28 de julio de 2024 | 8,287 % (1.ª)                        | 8,277 % (1.ª)                        |
| 15 | 3 de agosto de 2024 | 8,707 % (1.ª)                        | 8,618 % (1.ª)                        |
| 16 | 4 de agosto de 2024 | 11,744 % (1.ª)                       | 12,092 % (1.ª)                       |
| Promedio | Promedio            | 7.189 %                              | 7.457 %                              |
| - En la tabla superior, los números azules representan las calificaciones más bajas y los números rojos representan las más altas. - Esta serie se transmite en un canal de cable/televisión de pago, que normalmente tiene una audiencia menor respecto a las emisoras de televisión públicas/gratuitas (KBS, SBS, MBC y EBS). |                     |                                      |                                      |

## Crítica
Antes del estreno de la serie, Park Hyun-min la relacionaba en Harper's Bazaar con La luz en tus ojos, de 2019, por el elemento común del mismo personaje interpretado en dos edades distintas por dos actrices. Lee Jung-eun, además, aparece en ambas series: en esta última era la madre de la protagonista Kim Hye-ja (Han Ji-min), y su actuación le valió el premio a la mejor actriz de reparto en televisión en los Baeksang Arts Awards de ese año. En Ella de día, otra de noche es la coprotagonista.